# ティタン (プロレスラー)
ティタン（英語: Titán、1990年10月15日 - ）は、メキシコの男性プロレスラー（覆面レスラー）。ハリスコ州グアダラハラ出身。CMLL所属。

## 来歴
2008年、パラシオ・ネグロ（Palacio Negro）のリングネームでプロレスラーデビューを果たす。

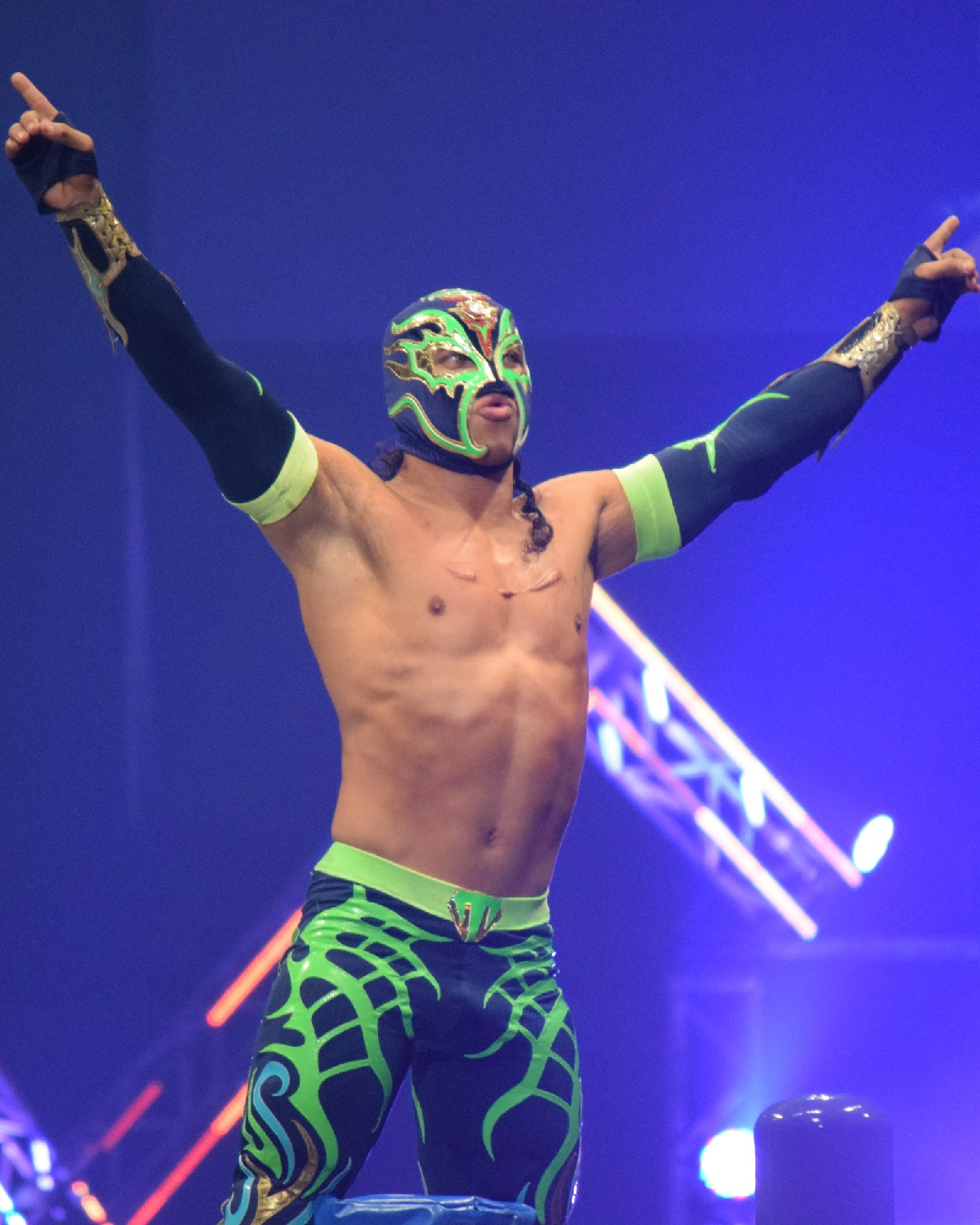
2016-11-05

2011年に現在のリングネームティタンとして活動する。2012年2月3日に開催されたレイエス・デル・アイレスには初出場となったが、優勝には至らず。4月に開催されたエン・ブスカ・デ・ウン・イドロに優勝。翌2013年1月、CMLLと新日本プロレスの合同興行「FANTASTICA MANIA」にて初来日。6月には新日本が主催するBEST OF THE SUPER Jr.に初出場を果たした。
2016年にSUPER J-CUPに出場、1回戦でウィル・オスプレイと対戦も敗退。
2022年にBEST OF THE SUPER Jr2回目の出場を果たす。

### ロス・インゴベルナブレス・デ・ハポン 加入
10月10日に行われた新日本プロレス両国国技館大会の第5試合に乱入し、ロス・インゴベルナブレス・デ・ハポンに電撃加入した。
11月5日の大阪府立体育会館大会でBUSHIと共に、TJP&フランシスコ・アキラのIWGPジュニアタッグ王座に挑むも惜敗。その直後に開催された『SUPER Jr. TAG LEAGUE 2022』にもBUSHIと出場し、終盤まで首位争いに食い込むも、あと一歩のところで優勝決定戦進出を逃した。
2023年にBEST OF THE SUPER Jr3回目の出場。Aブロック最終戦では大会4連覇を狙うL.I.Jの同門・高橋ヒロムに勝利するなど躍進（なお、ヒロムはこの敗戦でブロック敗退が決定。大会4連覇の可能性が潰えた。）。ルチャドールとしては第5回のドクトル・ワグナーJr.以来2人目の決勝進出を果たすもマスター・ワトに破れ準優勝に終わる。
2025年2月22日、NJPW PRESENTS CMLL FANTASTICA MANIA 2025愛知県武道館大会で行われた軍団対抗タッグトーナメント1回戦にてシェウア、スティグマから勝利しBUSHIと決勝戦へ進出。
2月26日、NJPW PRESENTS CMLL FANTASTICA MANIA 2025幕張メッセ 国際展示場11ホール大会にて軍団対抗タッグトーナメント決勝戦で優勝。

## 得意技

### フィニッシュ・ホールド
ティタニカ
ティタンのフィニッシャー。ロープから走り込んで相手の頭部に両足から飛びつき、旋回しながら左腕を捕らえてマットに叩きつけ、両腕を捕らえたまま相手の体を反転させ、バタつく左足を抱えながら押さえ込んでフォールを奪うトルベジーノ式のホルヘ・クラッチ。
ジャベ・インモルタル
仰向け状態の相手の両足を足4の字固めで捕らえて自らの右足で固定し、そのまま相手の上半身を起こして左足を首後ろに回して両腕を極める複合関節技。さらにそこから相手の体を後方へと倒してそのままフォール技へと移行することができる。
トルベジーノの体勢で相手をうつ伏せに倒し込み、スカイデ・スペシャルの体勢で相手の体を仰向けにさせながらフォールを奪う。
ティタニックス
バック転から相手の首をヘッドシザーズの体勢で挟み込み、その状態から丸め込む変形の飛びつき前方回転エビ固め。

### 飛び技
トルニージョ
セカンドロープないしトップロープ上から錐揉み回転を加えて、相手の体に浴びせていく。フィニッシュとして用いられることもある。
ラ・ケブラーダ
ティタンの場合は、トップロープの反動を利用して繰り出していく。
アラビアンプレス

### 合体技
アンヘル・インモルタル
BUSHIとの合体技。パートナーがコード・ブレイカーを決めたところへそのままスワンダイブ式でフットスタンプを叩き込む。

### その他
ヘッドシザーズ・ホイップ

## タイトル歴
CMLL
- CMLL世界ウェルター級王座（第34代）
- メキシコナショナルウェルター級王座（第70代）
- オクシデンテミドル級王座
- エン・ブスカ・デ・ウン・イドロ 優勝（2012年）

新日本プロレス
- 軍団対抗タッグトーナメント 優勝（2025年 w / BUSHI）

## 入場テーマ曲
- Under The Northern Star / Amon Amarth
- Dios Antiguo / Yonosuke Kitamura